# Duplatka
Duplatka (ros. Дуплятка) – wieś (sieło) w Rosji, w obwodzie saratowskim, w rejonie bałaszowskim. W 2021 liczyła 173 mieszkańców.